# 와이오엠
와이오엠(Y Optics Manufacture Co. Ltd.)는 대한민국의 폴리에틸렌 필름 기업이다. 본사는 경상남도 김해시 대동면 대동산단3로 35에 위치해 있으며 대표이사는 염현규이다. 2002년에 코스닥 시장에 상장하였다.

## 제품
저밀도폴리에틸렌(LDPE), 고밀도폴리에틸렌(HDPE), 선형저밀도폴리에틸렌 (LLDPE), 방청 필름(VCI 필름) 등을 제조한다

## 논란
- 2014년부터 2016년까지 가장납입 사실을 은폐하기 위해 허위로 부동산 매매계약을 체결하고 매매대금을 지급하면서 유형자산 등을 거짓으로 계산하여 과징금이 부과된 적이 있다[2]
- 대표이사가 경영권 매각을 빌미로 자신으로부터 수십억원을 빌렸지만, 경영권을 넘기기는커녕 부당한 방식으로 금액을 편취했다고 부산지방 경찰청에 고소당하였다[3]
- 회사 소액주주연대가 법경영진 교체와 경영 정상화를 위한 표대결을 시도한 적이 있다[4]
- 대표이사가 가족회사 등에 회삿돈을 빌려준 혐의로 벌금형을 선고받은 바 있다[5]

## 참고 문헌
1. ↑  김혜란, 한국IR협의회 기술분석보고서-와이오엠, 2022.03.31[깨진 링크(과거 내용 찾기)]
2. ↑  채신화, 금융위, 회계처리 위반 와이오엠에 7.8억 과징금 부과, 메트로신문, 2018-01-31
3. ↑  박기영, 현직 대표, 수십억 사기 논란 왜?, 딜사이트, 2023.12.14
4. ↑  김태일, 와이오엠 소액주주연대 “이익구조 악화...경영진 교체 필요”, 파이낸셜뉴스, 2023.09.06
5. ↑  박기영, 현직 대표, '불법 신용공여'로 또 벌금, 딜사이트, 2023.12.14